# Aichi D1A
Айчі D1A (англ. Aichi D1A) — серійний палубний пікіруючий бомбардувальник Імперського флоту Японії періоду Другої світової війни. Прийнятий на озброєння з повною назвою «Палубний бомбардувальник Тип 94» (яп. 九四式艦上爆撃機, Кюйон-шікі Канджьо: Бакуґекі).
Кодова назва союзників — «Сюзі» (англ. Susie).

## Історія створення
В 1933 році Імперський флот Японії зрозумів, що наявні прототипи палубних пікіруючих бомбардувальників, сконструйованих в рамках програми «7-Ші», зовсім не відповідають вимогам. Тому фірмам Aichi, Nakajima, a також 11-му арсеналу флоту в Йокосука було доручено розробити моделі які відповідатимуть новим специфікаціям «8-Ші». В цих нових специфікаціях основну увагу приділялось загальній міцності та маневреності літака, хоча й інші параметри теж мали бути покращені.
Компанія Aichi змогла доправити з Німеччини один літак Heiпkel Не-66 (експортний варіант — He-50) з двигуном Siemens SAM-22B (715 к.с.), який був спроєктований під технічні вимоги ВПС Японії та повинен був відповідати умовам експлуатації як з поплавковим, так і зі звичайним шасі. Після отримання літака, група інженерів під керівництвом Токухішіро Ґоаке, почала підганяти літак під специфікацію. Була перероблена та підсилена конструкція шасі для застосування з авіаносців, встановлений посадковий гак, двигун «Сіменс» був замінений на 9-циліндровий двигун повітряного охолодження Nakajima Kotobuki 2-Kai-1 потужністю 580 к.с. з дволопатевим металевим гвинтом та обладнана додаткова кабіна стрільця-спостерігача. Модель отримала фабричний номер «AB-9».
Порівняльні випробування 1934 року, в яких брали участь також літаки Nakajima D2N та Yokosuka D2Y, виявили перевагу літака Aichi. Він показав себе більш стійким та маневреним. В результаті у грудні 1934 року з фірмою Aichi був укладений контракт на серійне виробництво літака, який отримав назву «Легкий палубний бомбардувальник Тип 94» (або Aichi D1A1), але майже відразу прикметник "легкий" було опущено.
В 1935 році, Токухішіро Ґоаке запропонував вдосконалений варіант, з 9-ти циліндровим двигуном повітряного охолодження Nakajima Hikari 1 потужністю 730 к.с., а також з дещо покращеною аеродинамікою. Цей варіант був прийнятий на озброєння восени 1936 року під назвою «Палубний бомбардувальник Тип 96» (або Aichi D1A2).

## Конструкція
Літак Aichi D1A1 був біпланом з металічним каркасом та полотняно-металічною обшивкою. На відміну від прототипу, серійні літаки оснащувались новим капотом двигуна в вигляді кільця Тауненда та мали крило, стрілоподібне по передній кромці, а також руль напряму зміненої форми. Літак оснащувався дволопастевим дерев'яним гвинтом, а також шасі оснащувалось амортизаторами. В останніх 44 літаках D1A1 двигун був змінений на Nakajima Kotobuki 3 з дещо більшою потужністю.
Стрілецьке озброєння складалось з 2 синхронізованих 7,7-мм кулеметів «Тип 92», які стріляли вперед, та ще одного такого ж кулемета на рухомій установці в кабіні стрільця. Літак міг нести дві 30-кг бомби під крилами та одну 250-кг бомбу під фюзеляжем.

## Модифікації
- D1A1 — прототип, модифікація He 66; двигун Nakajima Kotobuki 2 КАІ1 (580 к.с.); — 1 екземпляр
- D1A1 — серійний, двигун Nakajima Kotobuki 2-Kai-1 (580 л.с.); встановлений новий капот, модифіковане крило; останні 44 літаки мали двигун Kotobuki 3 (580 к.с.); — 162 екземпляри
- D1A2 — серійний, модифікація D1A1; встановлені обтічники шасі, двигун Nakajima Hikari 1 (730 к.с.); встановлений обтічник двигуна NACA; модифіковане скління; — 428 екземплярів

## Історія використання

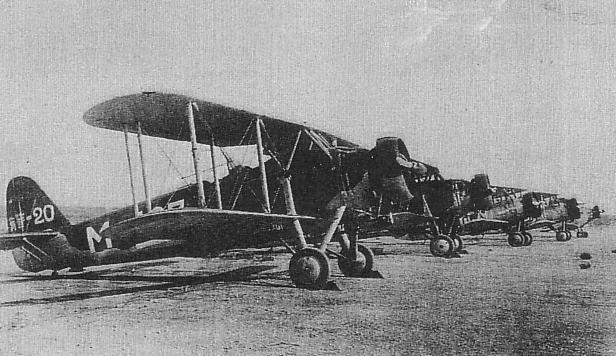
D1A берегової охорони Маньчжурії.

Літаки Aichi D1A активно використовувались під час японсько-китайської війни, причому як з палуб авіаносців, так і з сухопутних баз. Широку відомість їм принесло потоплення 12 грудня 1937 року американського канонерського човна «Панай», який евакуював з Нанкіну працівників посольства США.
До моменту початку війни на Тихому океані літак застарів. В частинах другої лінії залишалось 68 бомбардувальників D1A2, решта використовувались як навчальні. Вони брали обмежену участь в бойових діях на Філіппінах, а також перебували на озброєнні 31-го авіазагону аж до осені 1942 року. Не зважаючи на обмежене використання D1A отримали від союзників кодове ім'я «Сюзі» (англ. Susie).
Деякі D1A було передано Маньчжурії, де вони виконували роль берегової авіації.

## Тактико-технічні характеристики

### Технічні характеристики
|                       | D1A1                          | D1A2                          |
| --------------------- | ----------------------------- | ----------------------------- |
| Екіпаж                | 2 особи                       | 2 особи                       |
| Довжина               | 9,4 м                         | 9,3 м                         |
| Висота                | 3,45 м                        | 3,41 м                        |
| Розмах крил           | 11,37 м                       | 11,4 м                        |
| Площа крил            | 34,05 м²                      | 34,7 м²                       |
| Маса пустого          | 1 400 кг                      | 1 516 кг                      |
| Маса спорядженого     | 2 400 кг                      | 2 500 кг                      |
| Максимальна маса      | -                             | 2 610 кг                      |
| Навантаження на крило | 70.5 кг/м²                    | 72 кг/м²                      |
| Двигуни               | 1 × Nakajima Kotobuki 2-Kai-1 | 1 × Nakajima Kotobuki 3       |
| Потужність            | 580 к. с.                     | 730 к. с.                     |
| Питома потужність     | 4.3 кг/к.с.                   | 3.8 кг/к.с.                   |
| Максимальна швидкість | 280 км/год (на висоті 2050 м) | 309 км/год (на висоті 3200 м) |
| Крейсерська швидкість | -                             | 222 км/год                    |
| Операційна дальність  | 1 056 км                      | 926 км                        |
| Практична стеля       | 7 000 м                       | 6 980 м                       |
| Час набору висоти     | 3000 м за 9 хв. 30 с.         | 3000 м за 7 хв. 51 с.         |

### Озброєння
- Кулеметне:
  - 3 × 7,7 мм кулемети «Тип 92» (2 курсові, один в турелі)
- Бомбове навантаження:
  - 2× 30 кг бомби
  - 1× 250 кг бомба

## Оператори

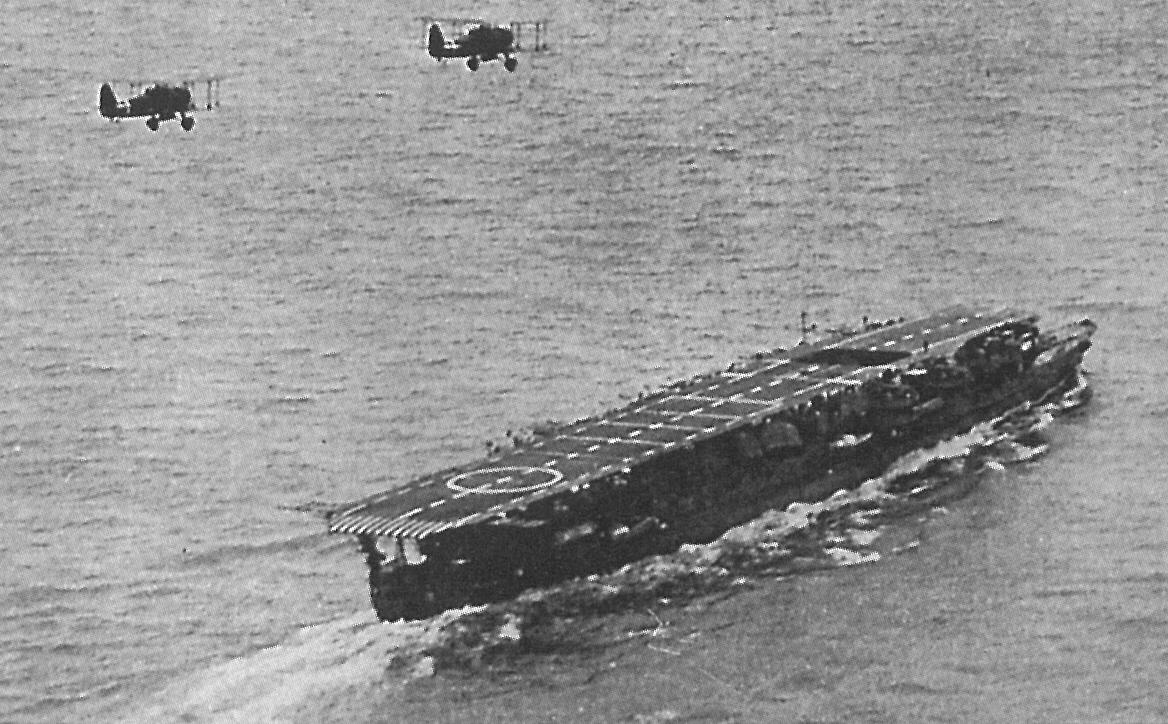
Два D1A2 в польоті над авіаносцем Рюдзьо

Японська імперія
- Авіація імперського флоту Японії
  - 12-й авіазагін ВПС
  - 13-й авіазагін ВПС
  - 14-й авіазагін ВПС
  - 15-й авіазагін ВПС
  - 31-й авіазагін ВПС[3]
  - Авіаносець Акаґі
  - Авіаносець Каґа
  - Авіаносець Рюдзьо

 Маньчжурська держава
- Повітряні сили Маньчжурії